# エンデルーン学校

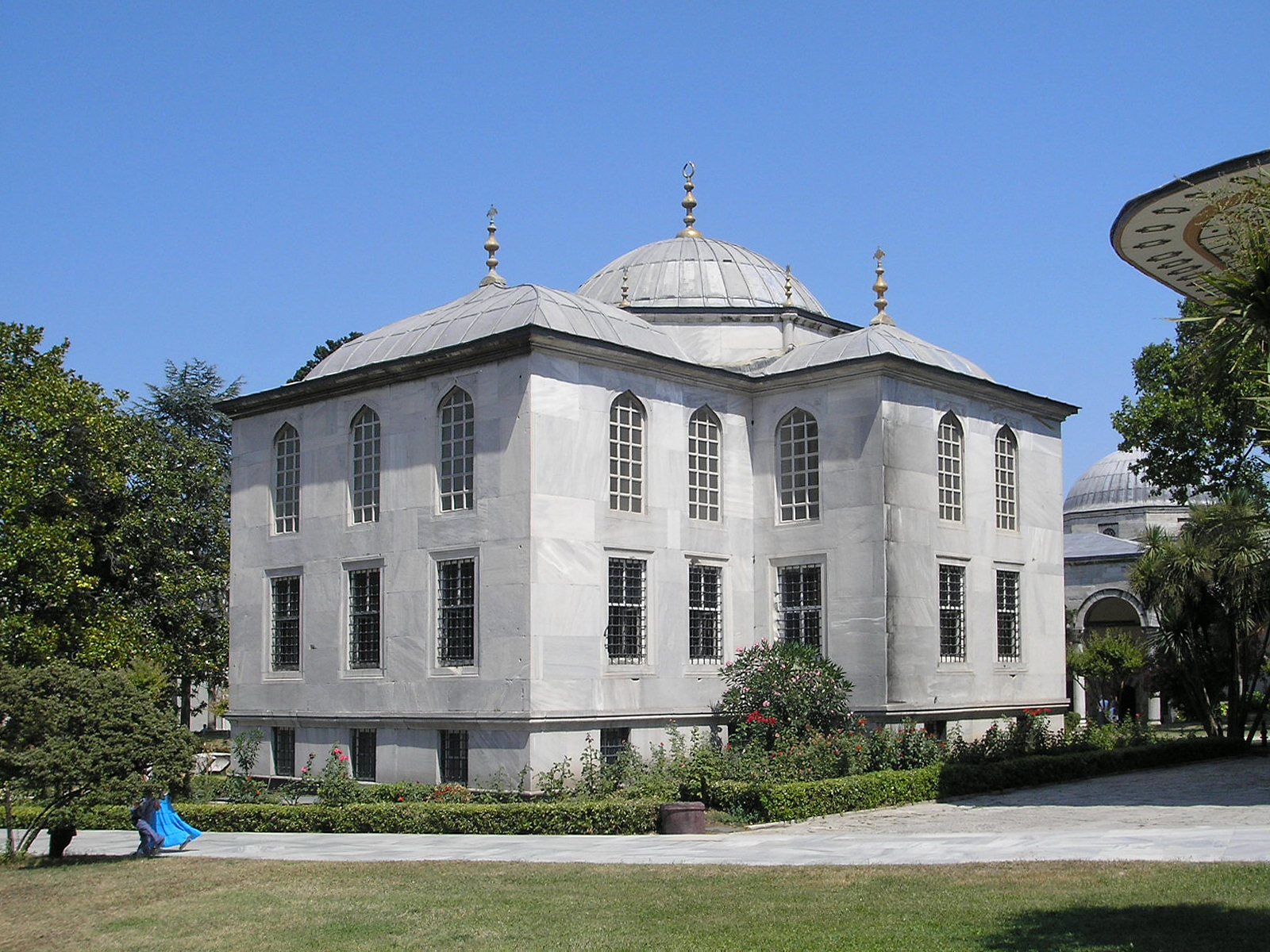
新古典主義建築の作例である、エンデルーン学校の図書館。

エンデルーン学校（エンデルーンがっこう、英語: Enderun School、オスマン語: اندرون مکتب Enderûn Mektebi）は、寄宿制の宮殿学校で、おもにデヴシルメ（徴兵制度）によって集められたオスマン帝国のイェニチェリたちを対象とし、キリスト教徒の子どもたちをイスラム教化してオスマン帝国政府の官僚や管理者、軍人としてのイェニチェリに育成する仕組みであった。数世紀もの間、エンデルーン学校は、オスマン帝国内の様々な民族集団から人材を集め、彼らに共通したイスラム教の教育を施すことによって、帝国における統治者層の養成に成功した。この学校は、エンデルーン、すなわちオスマン帝国の君主の宮内庁によって運営されており、学術的な側面と軍事的な側面の両面を持っていた。卒業生は、政府の公務に挺身することが求められており、社会の下層集団から切り離されていた。
エンデルーン学校の恵まれた教育プログラムは、優秀な人材を対象とした世界最初の制度的な教育体制であったとされてきた。

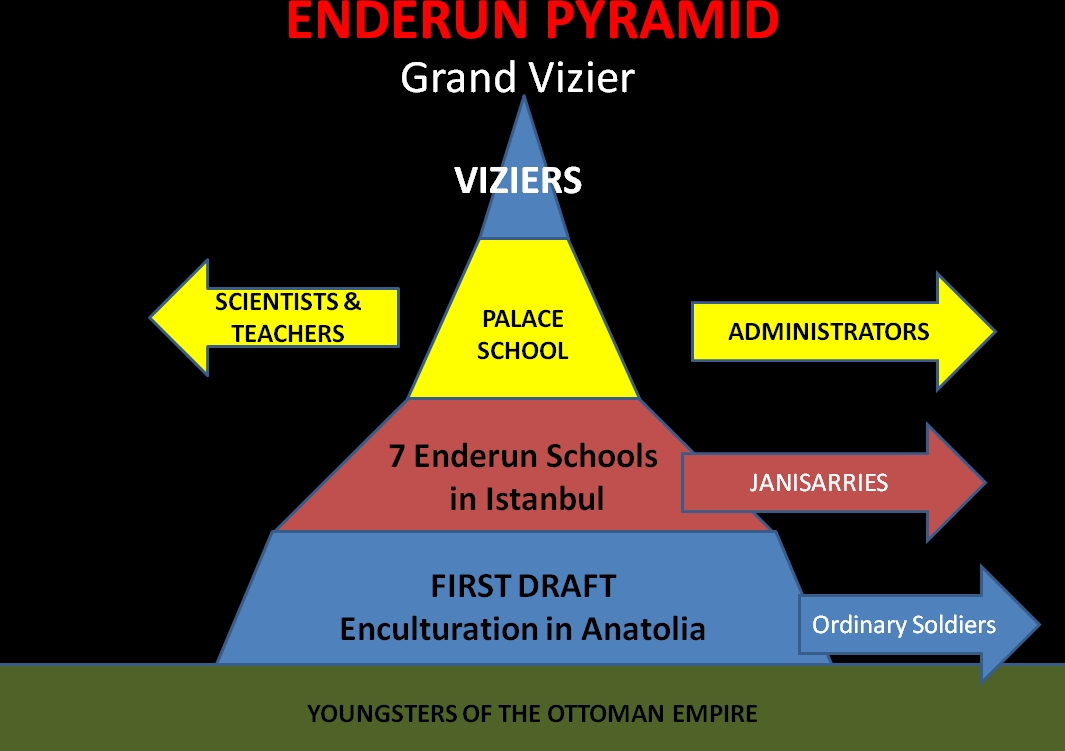
エンデルーン学校のヒエラルキー。
帝国内の青年たち（緑）から選抜されアナトリアでオスマン文化への同化が図られ、次の段階に進めない者は一般の兵士となる（青）。一部がイスタンブールの7つあるエンデルーン管轄下の学校のいずれかに進み、次の段階に進めない者はイェニチェリの軍人となる（赤）。宮殿学校に進んだ者は、科学者や教員（左）、あるいは行政官（右）となる（黄）。一部は、ワズィール（大臣）、大宰相まで上り詰める（青）。

## 歴史
オスマン帝国の拡大は、統治者層の選抜と教育によるものであり、またそれに依存もしていた。メフメト2世が目標としていたローマ帝国に相当するものの復興を実現する上で、重要な要素となったのは、帝国内の優秀な若者たちを集め、彼らを政府の役に立つ人材へと鋳造していくことであった。メフメト2世は、父であるムラト2世が設立した既存の宮殿学校を改善し、イスタンブールにエンデルーン学院を設けた。

## 建物
トプカプ宮殿の第三の庭園には、皇帝の財務局や、「ムハンマドのマント」を納めた聖遺物堂とともに、エンデルーン学校の最高位のエリートたちとオスマン家の王子たちが学ぶ宮殿学校の建物などがある。宮殿学校には7つの堂、ないし、学年級があり、各学年級にはそれぞれ12人の教員がいて、生徒たちの精神面や学習面の発達に責任を持っていた。生徒たちは、それぞれの到達水準に応じた特別な制服を着用し、バーネット・ミラー (Barnette Miller) によれば、付設された施設として、図書館、モスク、音楽院、寄宿舎、浴場があったという。

## カリキュラム
エンデルーン学校は、宮殿外に設けられた3つの予備学校と、宮殿内の本校　から構成されていた。ミラーによれば、3つの予備学校には1,000人から2,000人の生徒がおり、宮殿内の最上位校には300人ほどの生徒がいたという。カリキュラムは大きく5つの部門に分けられていた。
- イスラム科学：アラビア語、トルコ語、ペルシア語の語学学習を含む
- 実証科学：数学、地理学
- 歴史、法学、行政学：宮殿（宮廷）における習慣、統治に関わる諸問題
- 職能訓練、美術教育、音楽教育：能書術、製本術、装禎術、ミニアチュール画法、建築技術、音楽などを含む[3]
- 体育、軍事教練を含む

エンデルーン学校の課程を修了した者は、少なくとも3つの言語に通じ、最新の科学を理解し、少なくとも何らかの職能なり芸術を身につけ、軍事の指揮において優れ、また、近接戦の戦闘技術にも長けていた。

## シクマ（卒業）
エンデルーン学校を修了した者の卒業式典は「シクマ (çıkma)」と称される。卒業生のことも同様に「シクマ」と呼ぶ。シクマの文字通りの意味は、「離れること」ないし「引き抜くこと」である。ペイジ（小姓、侍従などに相当）たちは、宮廷での業務に従事しながら宮殿学校で学ぶが、学校を卒業すると、宮殿での職務も離れ、それぞれの職能訓練を継続することになる。このような「異動」は2年から7年ほどの期間をおいて、あるいは新しいスルタンが即位した際におこなわれていた。
首尾よく卒業した者たちは、その能力に応じて、行政や学問など重要な役職に就いた。この学校の最もはっきりとした特徴は、注意深く段階分けされた報酬と懲罰の仕組みであった。
エンデルーン学校の役割はオスマン帝国の初期には特に大きく、16世紀末までの大宰相はほとんどがエンデルーン学校の卒業者であったが、18世紀頃にはその影響力は低下し、十余名の大宰相のうちエンデルーン学校の出身者は1人だけになっていた。